# Haramont
Haramont es una comuna francesa situada en el departamento de Aisne, de la región de Alta Francia.

## Geografía
Está ubicada a 4 km al noroeste de Villers-Cotterêts.

## Demografía
| 383 | 359 | 393 | 441 | 518 | 573 | 605 | 583 |
| Para los censos de 1962 a 1999 la población legal corresponde a la población sin duplicidades (Fuente: INSEE [Consultar]) |     |     |     |     |     |     |     |